# Want Me Back
Want Me Back (reso graficamente come wAnt me back) è un singolo della cantautrice canadese Lindsay Ell, pubblicato il 13 luglio 2020 come secondo estratto dal quinto album in studio Heart Theory.

## Descrizione
Il brano è stato scritto dalla stessa interprete con Kane Brown, Matt McGinn e Lindsay Rimes e prodotto da Dann Huff. È composto in chiave di Mi maggiore ed ha un tempo di 156 battiti per minuto.

## Video musicale
Il video musicale, diretto da Justin Key, è stato reso disponibile l'8 ottobre 2020.

## Tracce
Download digitale
1. Want Me Back – 3:13

## Successo commerciale
Nella settimana del 12 dicembre 2020 Want Me Back ha raggiunto la vetta della classifica country canadese redatta da Billboard, diventando quindi la seconda numero uno della cantante.

## Classifiche
| Classifica (2020) | Posizione massima |
| ----------------- | ----------------- |
| Canada            | 89                |